# Església Vella (Constantí)
L'Església Vella és una obra romànica de Constantí (Tarragonès) protegida com a Bé Cultural d'Interès Local.

## Descripció
El terreny de l'església Vella està actualment ocupat per unes dependències de la parròquia. De la seva estructura queda molt poca cosa. Resten els murs de pedra típics de les construccions del moment, és a dir, murs de maons arrebossats per a una millor conservació i carreus a les cantonades que encara són visibles. A ponent es pot veure un rosetó descarnat.

## Història
El temple degué ser edificat o reedificat juntament amb el castell, immediatament després de la Reconquesta. L'església començà a ser Vella després d'haver estat destruïda per Juan de Garay i el seu exèrcit a la guerra dels Segadors. Se li deia també l'església enderrocada. L'any 1645 quan els habitants tornaren a la vila ja havia estat saquejada.
La varen trobar sense porta, en part descoberta, i robats l'orgue i la fusta.
Les restes de l'església es troben dins una xarxa de carrers i cases que s'han menjat la seva estructura original.